# Руски и съветски паметници във Врачанска област
| Снимка | Описание/дати стар стил | Надпис                                                                         | Местоположение | Местоположение |
| ------ | --- | ------------------------------------------------------------------------------ | -------------- | --- |
|        | Бюст-паметник на генерал-майор Николай Леонов | ГЕН.НИКОЛАЙ СТЕПАНОВИЧ ЛЕОНОВ 1824 – 1877                                      | Враца          | Намира се в градината пред Военния клуб 43°12′26.4″ с. ш. 23°32′54.7″ и. д. / 43.207333° с. ш. 23.548528° и. д.                                                                                              |
|        | Паметник „Вестителят на Свободата“. Намира се на височината откъдето казакът Иван Петлак е възвестил с тръбата си на 28 октомври 1877 г. Освобождението на град Враца                                           | НА БРАТЯТА РУСИ – ОСВОБОДИТЕЛИ                                                 | Враца          | Намира се на юг от града на височината в м. Калето. Издигнат през 1961 г. от скулпторът Владимир Цветков и архитектът Стойко Дончев. 43°11′52.7″ с. ш. 23°33′05.1″ и. д. / 43.197972° с. ш. 23.551417° и. д. |
|        | Каменни саркофази с тленните останки на прапоршчиците от Лейб-гвардейски драгунски полк Михаил Викторов Данилевский и Николай Владимирович Велинский, убити на 10 ноември 1877 г. при с. Новачене               | прапоршчик Николай Владимирович Велински прапоршчик Михаил Викторов Данилевски | Враца          | Препогребани са през 1978 г. на височината в м. Калето на юг от града 43°11′52.5″ с. ш. 23°33′05.6″ и. д. / 43.197917° с. ш. 23.551556° и. д.                                                                |
|        | Паметник на редови Ватовкин от Лейб-гвардейски улански полк, починал от рана в корема на 27 октомври 1877 г. в бой с турците в село Тишевица                                                                    | не се чете                                                                     | Мраморен       | Намира се в двора на старата църква „Свети Спас“ 43°17′54.4″ с. ш. 23°40′33″ и. д. / 43.298444° с. ш. 23.675833° и. д.                                                                                       |
|        | Паметник на руско-румънските войски на генерал Мейендорф и полковник Слъничану освободили Мизия, Оряхово и околните села на 9 ноември 1877 г. след ожесточена три дневна битка при Каменов мост край с. Сараево | 1877 Добре дошли братя освободители                                            | Сараево        | Намира се на мястото на сражението при Каменов мост. Издигнат е на 9 ноември 1978 г. по случай 100 годишнината от Освобождението 43°42′32.7″ с. ш. 23°51′07″ и. д. / 43.709083° с. ш. 23.851944° и. д.       |